# Крекінг-установка Порвоо
Крекінг-установка Порвоо — виробництво нафтохімічної промисловості у Фінляндії, розташоване на південному сході країни за два десятки кілометрів на схід від околиць Гельсінкі.
Починаючи з 1966 року, в Порвоо діяв нафтопереробний завод, який у 1972-му доповнили нафтохімічним виробництвом. Останнє мало в своєму складі установку парового крекінгу (піролізу) вуглеводневої сировини потужністю по етилену в 165 тисяч тонн на рік. Продукція установки спрямовувалась на розташовані на цій же площадці виробництва поліетилену, полівінілхлориду та полістирену.
Враховуючи, що в Порвоо використовувалась важка (як для нафтохімії) сировина — газовий бензин (naphta), з установки отримували також велику кількість інших ненасичених вуглеводнів — бутадієну (фракціонування цього продукту почалося з 1973-го) та пропілену (з 1988-го постачається на власну лінію з виробництва поліпропілену).
Потужність установки поступово нарощували. Так, станом на початок 1990-х вона становила вже 240 тисяч тонн етилену (а також 140 тисяч тонн пропілену та 20 тисяч тонн бутадієну) на рік, після чого в тому ж десятилітті запланували модернізацію до рівня у 287 тисяч тонн етилену та 167 тисяч тонн пропілену. У середині 2010-х показники установки зазначались як 330 (або навіть 400) тисяч тонн етилену та 230 тисяч тонн пропілену.
На той час власник виробництва — австрійська компанія Borealis — уже вирішила використати появу на ринку етану походженням зі США (що було наслідком «сланцевої революції») та збільшити використання цієї сировини на іншій своїй установці у шведському Стенунгсунді. Піроліз більш легких вуглеводнів веде до зменшення виходу важких олефінів та дієнів, тому одночасно запланували модернізацію установки в Порвоо задля збільшення виробництва пропілену і фракції С4 на 30 та 10 тисяч тонн на рік відповідно.